# Thamnolaea cinnamomeiventris
El roquero imitador (Thamnolaea cinnamomeiventris) es una especie de ave paseriforme de la familia Muscicapidae propia de las zonas montañosas del este del África subsahariana.

## Descripción

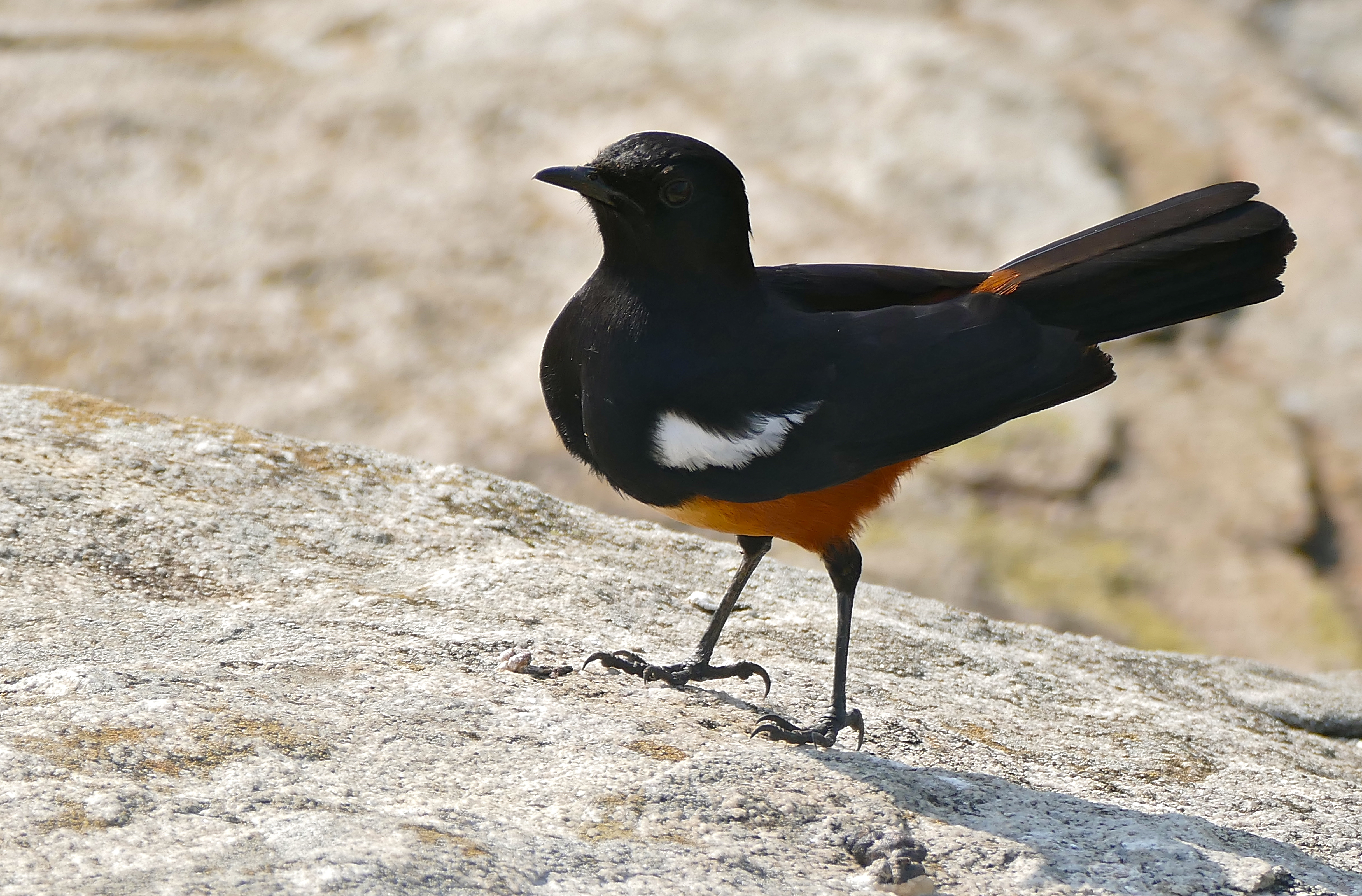
Macho alzando la cola.

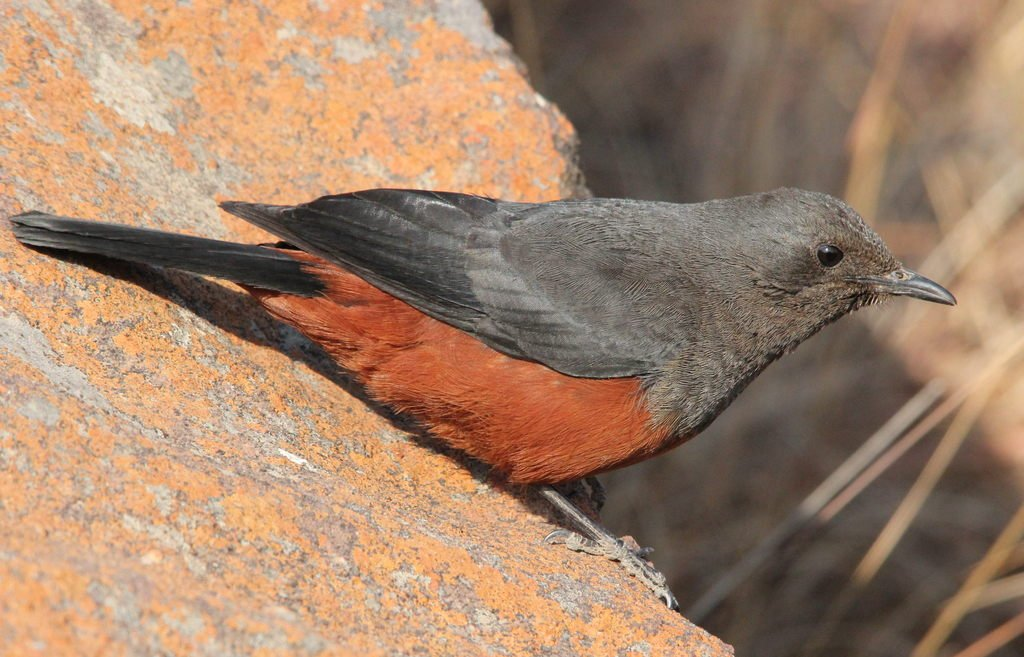
Hembra en el parque nacional de Marakele.

El roquero imitador es un pájaro bastante grande y de coloración característica. Mide entre 19–21 cm de largo y pesa entre 41–51g. El macho tiene el plumaje principalmente de color negro brillante, con el vientre y zona subcaudal de color canela y sendas manchas blancas a la altura de los hombros. Las manchas de los hombros varían en tamaño según las regiones. La hembra tiene las partes superiores, la cabeza y la parte superior del pecho de color gris, mientras que el resto del pecho, el vientre y zona subcaudal son de color canela.

### Canto
Emite un canto aflautado y melodioso que suele contener ráfagas rápidas que imitan los cantos de otras especies de aves, con frases más ásperas intercaladas.

## Distribución y hábitat

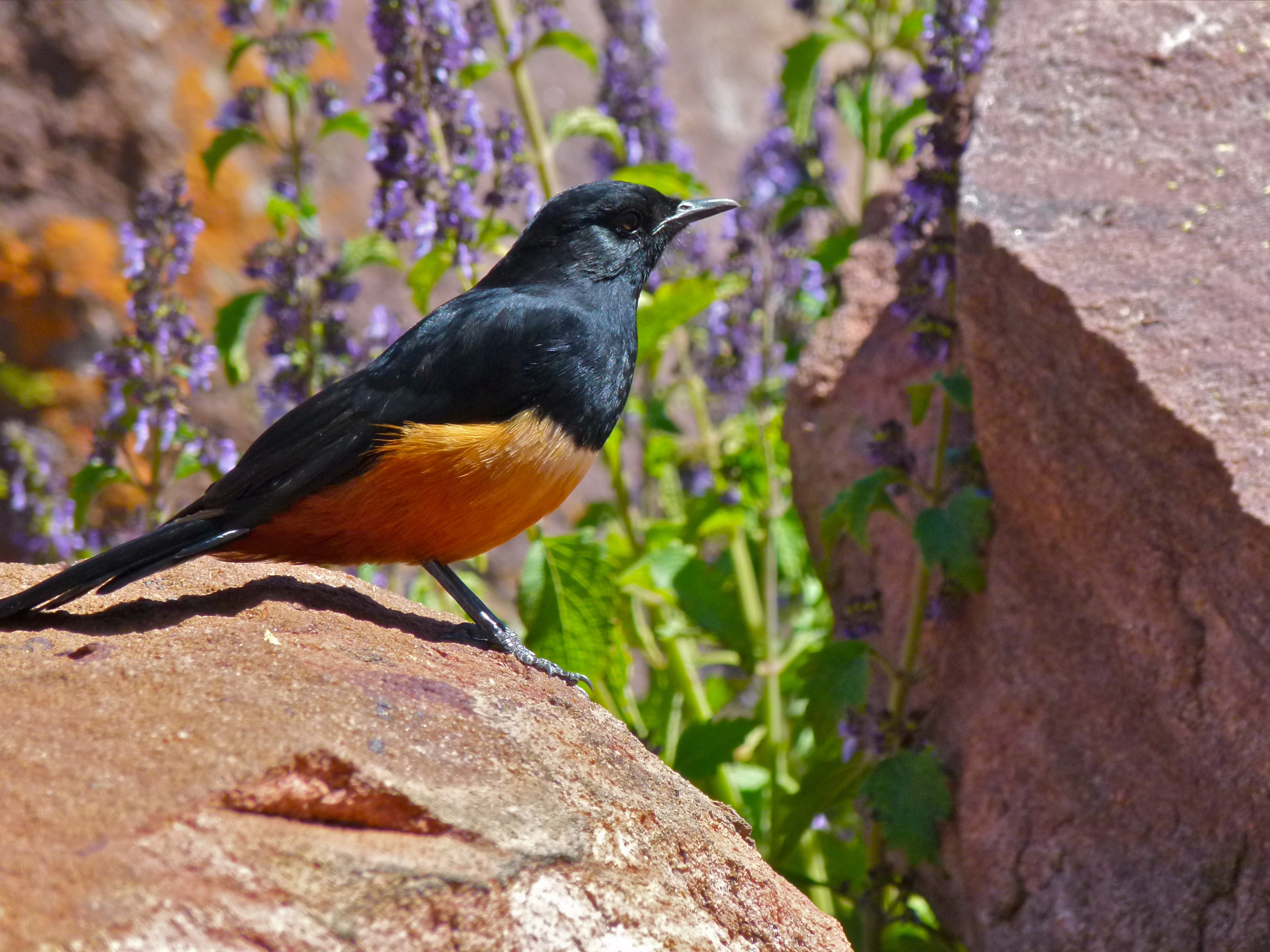
Viven en zonas rocosas. Macho en el parque nacional de Marakele.

El roquero imitador se extiende por África oriental, por una banda desde Eritrea y Etiopía en el norte, hasta Zimbabue, el sureste de Botsuana, el sur de Mozambique y el este de Sudáfrica, llegando hasta la provincia Cabo Occidental. Es un pájaro principalmente sedentario, pero en el sur de su área de distribución suele desplazarse a altitudes más bajas en los meses invernales.
El roquero imitador habita en las partes rocosas de montes y montañas, en peñascos aislados, en barrancos arbolados y acantilados, y también en laderas cubiertas de pedregales y los cursos de agua en el fondo de los valles con rocas dispersas.

## Comportamiento
El roquero imitador se alimenta principalmente de insectos, aunque también consume frutos y néctar de los aloes, como el (Aloe arborescens). Su técnica principal de caza es la de atacar a sus presas del suelo desde un posadero, y también picotean en las ramas y entre el follaje.
Con frecuencia agita su cola, y la alza lentamente sobre su espalda para desplegarla en forma de abanico.
Ambos sexos se encargan de construir el nido, y tardan alrededor de una semana en construir un nido en forma de cuenco hecho de palitos, hojas, hierbas y plumas, con el interior forrado de pelo de mamíferos. A menudo usan los nidos de las golondrinas abisinias con frecuencia echando a las golondrinas cuando todavía lo estaban usando. El nido normalmente está situado debajo de un saliente rocoso, un puente, en una grieta o una cavidad de un muro o en una cueva.
En el sur de África pone los huevos de agosto a diciembre, con un máximo entre septiembre y noviembre. La puesta normal suele tener entre dos y cuatro huevos, que las hembras incuban durante 14–16 días. Ambos progenitores alimentan a los polluelos que tardan unas tres semanas en desarrollarse.

## Taxonomía
Fue descrito científicamente en 1836 por el ornitólogo francés Frédéric de Lafresnaye.
En la actualidad se reconocen seis subespecies:
- T. c. kordofanensis Wettstein, 1916 - localizada en los montes Nuba, en el centro de Sudán;
- T. c. albiscapulata (Rüppell, 1837) - se encuentra en el norte de Eritrea y el norte, centro y este de Etiopía;
- T. c. subrufipennis Reichenow, 1887 - se extiende del este de Sudán del Sur y el suroeste de Etiopía hacia el sur por el valle del Rift hasta Zambia y Malawi;
- T. c. odica Clancey, 1962 - presente en el este de Zimbabue;
- T. c. cinnamomeiventris (Lafresnaye, 1836) - se encuentra en el este de Botsuana, el este de Sudáfrica, el oeste de Suazilandia y Lesoto;
- T. c. autochthones Clancey, 1952 - presente del sur de Mozambique hasta el noreste de Sudáfrica y el este de Suazilandia.

En el pasado el roquero de corona blanca (Thamnolaea coronata), de África occidental, se consideraba conespecífico del roquero imitador, pero ahora se consideran especies separadas.